# 4946 Askalaphus
A 4946 Askalaphus (ideiglenes jelöléssel 1988 BW1) egy kisbolygó a Naprendszerben. Carolyn Shoemaker,  Eugene Merle Shoemaker fedezte fel 1988. január 21-én.